# Neusiß
Neusiß là một đô thị ở huyện Ilm, bang Thüringen, Đức. Đô thị này có diện tích 4,49 km², dân số thời điểm 31 tháng 12 năm 2006 là 252 người.